# آمالیا لوزنو
آمالیا لوزنو (انگلیسی: Amalia Loseno؛ زادهٔ ۱۲ ژانویهٔ ۱۹۸۱) بازیکن فوتبال اهل ایالات متحده آمریکا است.
وی همچنین در تیم ملی فوتبال Greece بازی کرده‌است.